# Darling (fiume)
Il Darling è un fiume dell'Australia.

## Caratteristiche
Misura 1.472 km e con il fiume Murray crea il più vasto e ampio sistema fluviale dell'Australia e dell'intera Oceania.

### Percorso
Il Darling nasce nei pressi di Brewarrina dalla confluenza dei fiumi Culgoa e Barwon, i quali hanno le loro sorgenti nel sud del Queensland. Scorre prevalentemente verso sud e sfocia nel Murray dopo un corso di ben 1.472 km.

### Sistema Murray-Darling
Il bacino idrografico del sistema Murray-Darling, tra i più grandi al mondo, si estende su tutto il Nuovo Galles del Sud ad occidente della Grande Catena Divisoria, la parte settentrionale dello Stato del Victoria, il Queensland meridionale e una piccola parte dell'Australia Meridionale.